# Mulwaree River
Mulwaree River, också kallad Mulwaree Ponds, är en flod i New South Wales i Australien. Den börjar cirka 3 kilometer nordväst om Mount Fairy Railway Station. Den löper cirka 68 kilometer norr till Goulburn där den går samman med Wollondilly River.